# Samontà
Es coneix com a Samontà la part del terme municipal de l'Hospitalet que correspon als turons que pertanyen a la Serra de Collserola. En concret, són els barris de Sanfeliu, Can Serra, Pubilla Cases, la Florida, les Planes, Collblanc i la Torrassa.
Els diferents turons estan separats per rieres i torrents, alguns dels quals han deixat petjada en el nomenclàtor dels carrers: Riera Blanca, Torrent Gornal, Riera dels Frares o del Cementiri, Riera de l'Escorxador o de la Vall del Poble.
El punt més alt del terme municipal de l'Hospitalet és a 90 metres d'altitud, i els primers pendents del Samontà comencen a uns 25 metres d'altitud.